# Ilta-Sanomat
Ilta-Sanomat – fiński dziennik, wydawany w Helsinkach. Z nakładem 176 000 egz jest drugą pod względem nakładu gazetą w Finlandii, po Helsingin Sanomat. Jej nazwa oznacza Wiadomości wieczorne.
Założona w roku 1932, jest niezależna od partii politycznych i koncentruje się na tematyce typowej dla prasy brukowej. W ostatnich latach zauważa się spadek zainteresowania gazetą – nakład spadł z 214 000 szt. w r. 2000 do obecnego 176 000 egz.